# IRAS 23166+1655
IRAS 23166+1655 является протопланетарной туманностью, окружающей LL Пегаса (также имеющей обозначение AFGL 3068) — двойную систему, которая включает в себя углеродную звезду. Пара скрыта облаком пыли, выбрасываемым с поверхности углеродной звезды, и видна только в инфракрасном свете.
Туманность имеет необычную форму спирали. Спиральная форма, по-видимому, сформировалась за счёт взаимодействия между углеродной звездой и её спутником как в других бинарных системах, хотя и не точно такой геометрической формы. Расстояние между спиральными ветвями согласуется с оценками орбитального периода пары на основе их видимого углового расстояния. Уже совершено четыре или пять полных оборотов и туманность имеет такую правильную форму, которая никогда раньше не наблюдалась. Исходя из скорости расширения газа спирали, новый слой должен появляться примерно через каждые 800 лет. Это согласуется с периодом обращения в двойной системе.
Изображение IRAS 23166 +1655, сделанное космическим телескопом Хаббл, в ближней инфракрасной области спектра было использовано в качестве эталона для корректировки системы адаптивной оптики, которые позволили телескопу Кек II разрешить двойную систему LL Пегаса